# Conta, Mexiko
Conta är en ort i Mexiko.   Den ligger i kommunen Hueytamalco och delstaten Puebla, i den sydöstra delen av landet, 200 km öster om huvudstaden Mexico City. Conta ligger 973 meter över havet och antalet invånare är 599.
Terrängen runt Conta är huvudsakligen kuperad, men västerut är den bergig. Runt Conta är det ganska tätbefolkat, med 160 invånare per kvadratkilometer. Närmaste större samhälle är Teziutlan, 13,7 km sydväst om Conta. I omgivningarna runt Conta växer i huvudsak städsegrön lövskog.